# Cymatium raderi
Cymatium raderi é uma espécie de molusco gastrópode marinho, encontrada no oeste do Atlântico tropical, pertencente à família Cymatiidae. Foi classificada por D'Attilio & Myers, em 1984, com Honduras citada como região de coleta de seu tipo nomenclatural; também coletadas em Dry Tortugas e Tobago. Nas religiões de matriz africana do Brasil, a espécie é utilizada como ornamento no altar de Oxumarê.

## Descrição da concha
Conchas de até 24 ou 25 centímetros de comprimento, quando desenvolvidas, com coloração de amarelo-castanha a castanho-avermelhada, fortemente esculpidas por um relevo de cordões espirais nítidos; dotadas de mais de uma variz, 3 por volta, e com o lábio externo engrossado, sulcado de manchas castanhas e brancas. Espiral mais ou menos alta, com 8 a 9 voltas. Apresentam um opérculo castanho, menor que sua ampla abertura.

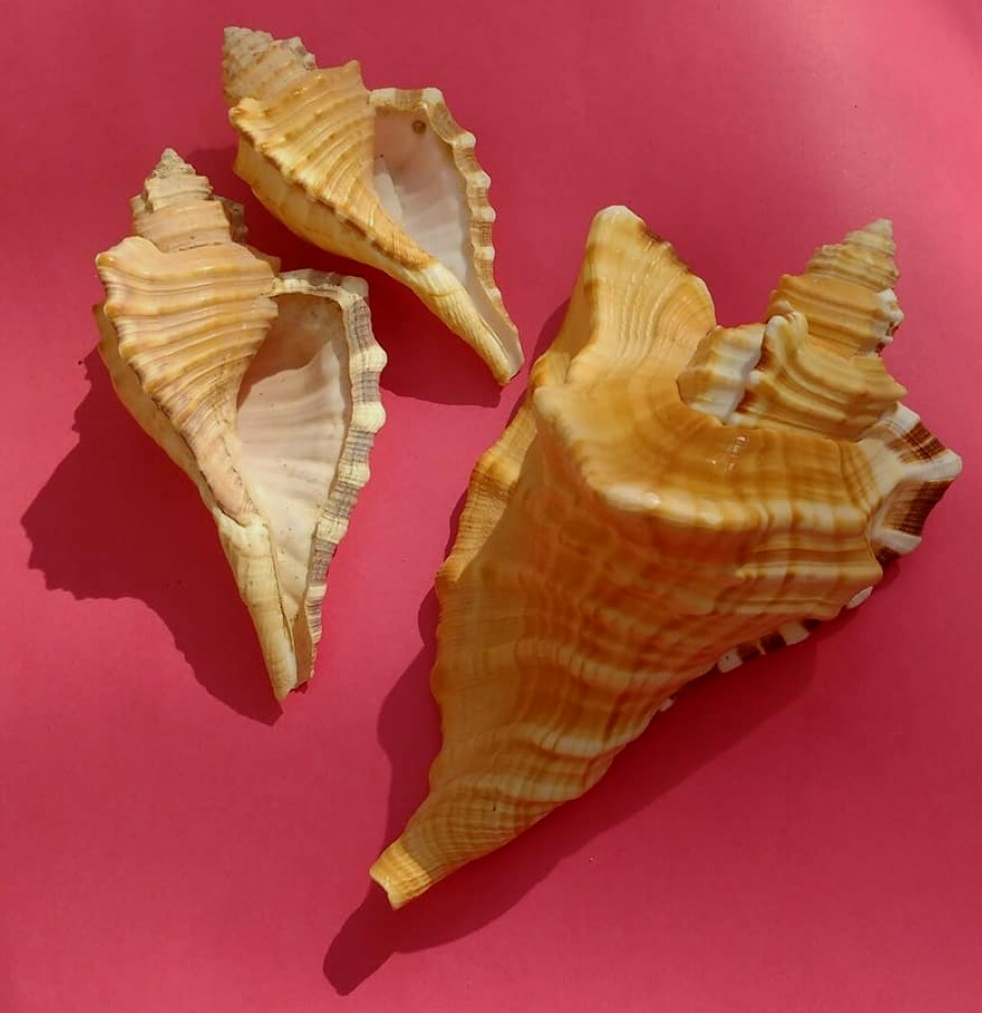
Fotografia de conchas - espécime adulto em vista superior e juvenis em vista inferior - de C. raderi, provenientes da região nordeste do Brasil.

## Distribuição geográfica e habitat
Esta espécie está distribuída pelo golfo do México, Bahamas e mar do Caribe até a costa venezuelana e brasileira, do Amapá ao sul da região nordeste do Brasil (Bahia). Ocorre em bentos da zona nerítica até os quase 50 metros de profundidade.

## Diferenciação entre espécies
Cymatium raderi pode ser confundida com outra espécie em sua área de ocorrência, Cymatium femorale (Linnaeus, 1758); porém sua concha é geralmente maior e suas varizes não apresentam calosidades ou projeções espinescentes. Por um longo período ambas as espécies estiveram confundidas.

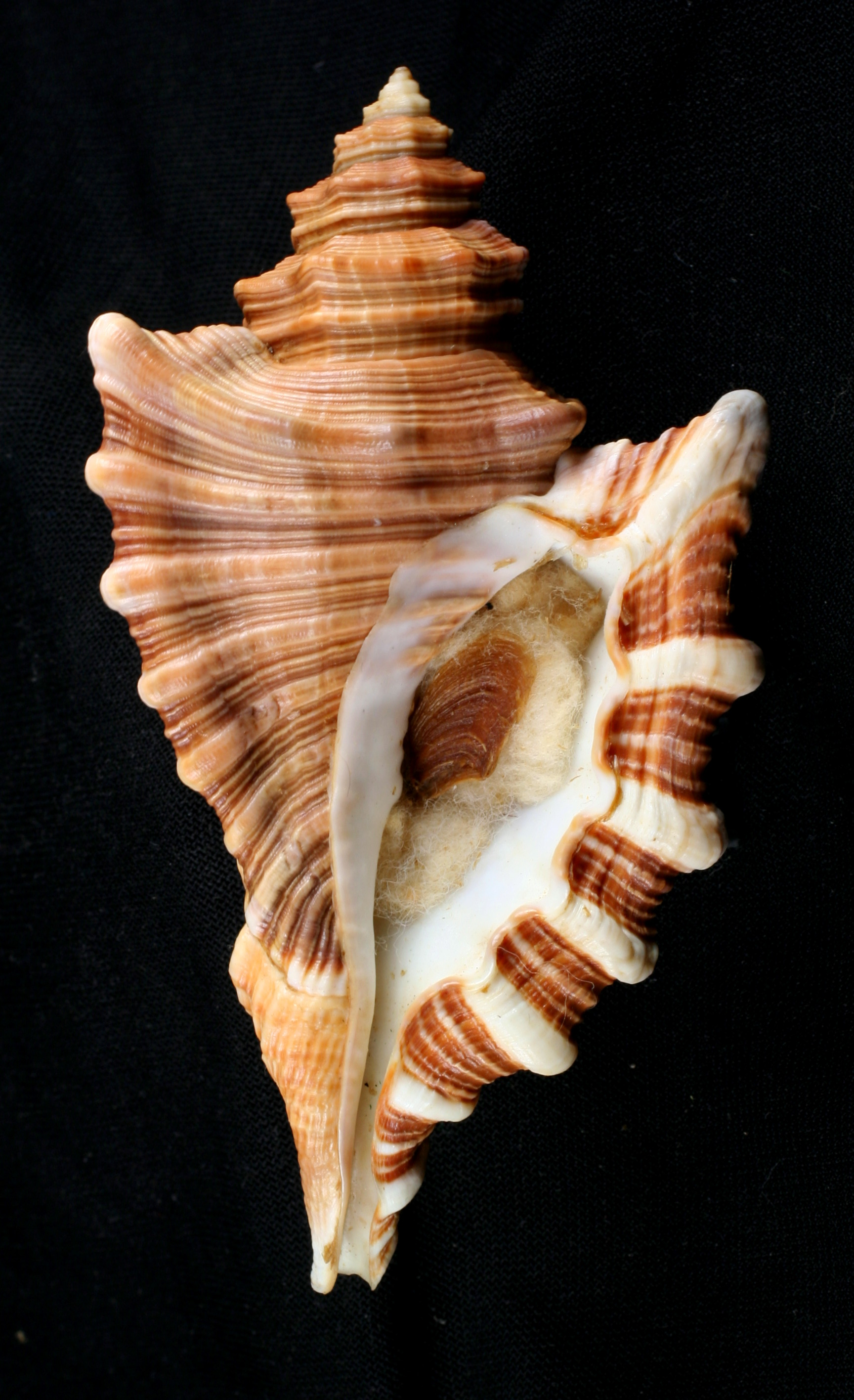
Vista inferior da concha de Cymatium femorale, com opérculo.